# パルドゥビツェ - ハヴリーチクーフ・ブロド線
パルドゥビツェ - ハヴリーチクーフ・ブロド線（チェコ語;Železniční trať Pardubice – Havlíčkův Brod）は、チェコ国鉄の鉄道線の名称である。路線番号は238。
1871年、パドゥルビツェ本駅 - ハヴリーチクーフ・ブロド間がオーストリア北西部鉄道によって開業した。2024年6月9日に、パルドゥビツェ本駅 - パルドゥビツェ中央駅間が延伸予定。

## 運行形態

### 快速「スピェシニー(Sp)」
- ハヴリーチクーフ・ブロド - フリンスコ - パルドゥビツェ中央駅
2時間に1本の運行だが、午前中は4時間間隔が空くこともある。
過去の運行形態
2018年末に、パルドゥビツェ本駅以南で運行を開始した。当初、ほとんどがフリンスコ以北の運行で、フリンスコ以南は平日のみ一日1.5往復の運行であった。ザイェチツェとオレルは全列車通過、プロセチーンは大部分停車、ホレチーン、ヴルバトゥーフ、ホルカは一部停車でなった。
2020年末に、フリンスコ以南が平日2.5往復、休日1往復に増発された。
2024年度より、年末を除き全列車がハヴリーチクーフ・ブロドまで運行される様になった。6月9日より、平日の大半がパルドゥビツェ中央駅まで延伸される他、休日のフリンスコ以南の運行が取りやめられた。停車駅も、ザイェチツェとオレルが全列車停車、ホレチーン、プロセチーン、ヴルバトゥーフ、ホルカは全列車通過となった。
2025年度より、休日もハヴリーチクーフ・ブロドまで運行する様になった。一部に限り、プロセチーン停車が復活した。

### 普通
- ハヴリーチクーフ・ブロド - パルドゥビツェ本駅 ( - 中央駅)
2時間に1本の運行。ロシツェ～パルドゥビツェ中央駅間は、031号線の線路を経由する。平日の午後は、多くがパルドゥビツェ中央駅発着となる。フルヂム - ロシツェ間ノンストップ。
過去の運行形態
2018年以前は、一日1-3往復の運行で本数が少なかった。また、すべてパルドゥビツェ本駅発着であった。オレル、ザイェチツェ、ホルカ、ヴルバトゥーフは通過する列車もあった。
2024年度6月9日より、2時間に1本の運行となった。平日午後の列車が、パルドゥビツェ中央駅まで延伸となった。フルヂム以南はすべて各駅停車となった。

- スクテチ - ジヂャーレツ - パルドゥビツェ間
2時間に1本の運行。平日は、午前中スラチニャニ以北、午後スクテチ発着が中心。休日は、午前中スラチニャニ以北、午後フルヂム以北の運行となる。ロシツェ～パルドゥビツェ本駅間は、031号線の線路を経由する。
過去の運行形態
2018年以前は、快速が運行していない代わりに本数が多く、パルドゥビツェ本駅～フルヂム間が概ね1時間に1本、フルヂム～ハヴリーチクーフ・ブロド間が概ね2時間に1本の運行であった。261号線への直通は一日0-1往復であった。
2019年度より、フルヂム以北が2時間に1本、フルヂム - フリンスコ間が3時間に1本の運行となった。また、ほとんどの列車がフリンスコで系統分断となった。
2024年度より、再びブロド - パルドゥビツェ間の直通運転中心となった。快速の運行区間延長に伴い、フリンスコ以南は3時間に1本に減便となった。6月9日より、スラチニャニ - パルドゥビツェに2時間に1本の運行となった。261号線との直通が、平日の午後～夕刻を中心に一日5.5往復に増加した。フルヂム以南は全列車が各駅停車となった。

## 駅一覧
以下では、チェコ国鉄238号線の駅と営業キロ、停車列車、接続路線などを一覧表で示す。
- 種別
  - Sp：快速
  - Os：普通
- 停車駅
  - ■印：全列車停車
  - ●印：一部通過
  - ○印：一部停車
  - ｜印：全列車通過

| 路線名 | 駅名                                     | 駅間営業キロ | 累計営業キロ | Sp | Os | 接続路線                                                                                           | 所在地           | 所在地                     |
| ------ | ---------------------------------------- | ------------ | ------------ | -- | -- | -------------------------------------------------------------------------------------------------- | ---------------- | -------------------------- |
| 238    | ハヴリーチクーフ・ブロド駅               | -            | 0.0          | ■  | ■  | 225号線（イフラヴァ方面） 230号線（コリーン方面）、237号線（フンポレツ方面） 250号線（ブルノ方面） | ヴィソチナ州     | ハヴリーチクーフ・ブロド郡 |
| 238    | ブルジェヴニツェ駅                       | 5.3          | 5.3          | ■  | ■  | | ヴィソチナ州     | ハヴリーチクーフ・ブロド郡 |
| 238    | ロズソハテツ駅                           | 5.0          | 10.3         | ■  | ■  | | ヴィソチナ州     | ハヴリーチクーフ・ブロド郡 |
| 238    | ホチェボルジ駅                           | 7.0          | 17.3         | ■  | ■  | | ヴィソチナ州     | ハヴリーチクーフ・ブロド郡 |
| 238    | ビーレク駅                               | 4.0          | 21.3         | ■  | ■  | | ヴィソチナ州     | ハヴリーチクーフ・ブロド郡 |
| 238    | ソビーニョフ駅                           | 2.2          | 23.5         | ■  | ■  | | ヴィソチナ州     | ハヴリーチクーフ・ブロド郡 |
| 238    | ジヂーレツ・ナド・ドウブラヴォウ駅       | 3.7          | 27.2         | ■  | ■  | | ヴィソチナ州     | ハヴリーチクーフ・ブロド郡 |
| 238    | ストルジネツ駅                           | 4.5          | 31.7         | ■  | ■  | | ヴィソチナ州     | ハヴリーチクーフ・ブロド郡 |
| 238    | ヴィータノフ駅                           | 4.6          | 36.3         | ■  | ■  | | パルドゥビツェ州 | フルヂム郡                 |
| 238    | フリンスコ・ヴ・チェハーフ駅             | 3.1          | 39.4         | ■  | ■  | | パルドゥビツェ州 | フルヂム郡                 |
| 238    | ホレチーン駅                             | 3.5          | 42.9         | ｜ | ■  | | パルドゥビツェ州 | フルヂム郡                 |
| 238    | ヴォイチェホフ駅                         | 4.1          | 47.0         | ○  | ■  | | パルドゥビツェ州 | フルヂム郡                 |
| 238    | ポクルジコフ駅                           | 1.0          | 48.0         | ○  | ■  | | パルドゥビツェ州 | フルヂム郡                 |
| 238    | ジヂャーレツ・ウ・スクッチェ駅           | 7.1          | 55.1         | ■  | ■  | 261号線（スヴィタヴィ方面）                                                                        | パルドゥビツェ州 | フルヂム郡                 |
| 238    | プロセチーン駅                           | 1.6          | 56.7         | ○  | ■  | | パルドゥビツェ州 | フルヂム郡                 |
| 238    | ヴルバトゥーフ・コステレツ駅             | 3.5          | 60.2         | ｜ | ■  | | パルドゥビツェ州 | フルヂム郡                 |
| 238    | ホルカ・ウ・フルヂミ駅                   | 5.8          | 66.0         | ｜ | ■  | | パルドゥビツェ州 | フルヂム郡                 |
| 238    | フラスト・ウ・フルヂミ駅                 | 2.5          | 68.5         | ■  | ■  | | パルドゥビツェ州 | フルヂム郡                 |
| 238    | ザイェチツェ駅                           | 2.6          | 71.1         | ■  | ■  | | パルドゥビツェ州 | フルヂム郡                 |
| 238    | オレル駅(*1)                             | 3.7          | 74.8         | ■  | ■  | | パルドゥビツェ州 | フルヂム郡                 |
| 238    | スラチニャニ駅                           | 1.4          | 76.2         | ■  | ■  | | パルドゥビツェ州 | フルヂム郡                 |
| 238    | フルヂム駅                               | 4.3          | 80.5         | ■  | ■  | 016号線（モラヴァニ方面）                                                                          | パルドゥビツェ州 | フルヂム郡                 |
| 238    | フルヂム停留所                           | 1.4          | 81.9         | ｜ | ●  | | パルドゥビツェ州 | フルヂム郡                 |
| 238    | メドレシツェ駅                           | 2.0          | 83.9         | ｜ | ●  | | パルドゥビツェ州 | フルヂム郡                 |
| 238    | スタレー・イェセンチャニ駅               | 2.9          | 86.8         | ｜ | ●  | | パルドゥビツェ州 | パルドゥビツェ郡           |
| 238    | パルドゥビツェ・ザーボヂシチェ駅         | 3.2          | 90.0         | ｜ | ●  | | パルドゥビツェ州 | パルドゥビツェ郡           |
| 238    | パルドゥビツェ・ロシツェ・ナド・ラベム駅 | 2.4          | 92.4         | ■  | ■  | 031号線（リベレツ方面）                                                                            | パルドゥビツェ州 | パルドゥビツェ郡           |
| 031    | パルドゥビツェ本駅                       | 2.1          | 94.5         | ■  | ■  | 010号線（プラハ方面、オロモウツ方面）                                                              | パルドゥビツェ州 | パルドゥビツェ郡           |
| 031    | パルドゥビツェ中央駅(*2)                 | 1.1          | 95.6         | ■  | ■  | | パルドゥビツェ州 | パルドゥビツェ郡           |

(*1): 2023年12月開業。
(*2): 2024年6月9日開業。